# 鄭晨
鄭晨（てい しん、ジェン・チェン、1965年1月4日 - ）は中国の男子陸上競技選手。専門は短距離走。
アジア陸上競技選手権大会で1985年のニューデリー大会と、1989年のジャカルタ大会で2度の優勝を誇っている。アジア競技大会でも銀や銅メダルを獲得しているが、カタールのタラル・マンスールに敗れて金メダルの獲得はできていない。
1988年にはソウルオリンピックの100mと4×100mリレーに出場しており、100mでは2次予選まで進出している。